# Pierluigi Chr. Orunesu
Pierluigi Orunesu, né le 15 mai 1978 à Morges en Suisse, est un entrepreneur d’origine italo-suisse ayant des racines sardes,,,.

## Biographie
Pierluigi Orunesu est le fondateur de Cybel’Art, une entreprise qui a développé un protocole numérique et holographique connu sous le nom d’icologram,,,,,. Sa société a collaboré avec divers artistes, notamment Philippe Entremont et Henri Dès,.
En 2008, en Suisse, Orunesu a créé Eurolactis, une entreprise spécialisée dans la transformation et la distribution de lait d’ânesse,,. Cette entreprise opère à l’échelle mondiale et dispose d’une équipe de recherche en Italie,,,,. En 2017, il a cédé la présidence, mais est demeuré impliqué en tant que directeur général. En décembre 2014, il a fait don de deux ânons et de lait d’ânesse lyophilisé au pape François, destiné aux hôpitaux du Vatican,,,,.
En 2023, son entreprise Cybel’Art a lancé l'application Icologram, une startup spécialisée en calcul spatial et numérique, permettant la présence virtuelle d'artistes tels qu'Henri Dès grâce à la technologie de réalité augmentée,. Cybel’Art s'est associée à l'Orchestre de la Suisse Romande (OSR) pour enregistrer la première performance symphonique holographique au monde, présentée à Artgenève 2024,,.
En 2025, l’entreprise d’Orunesu, Cybel’Art, a développé et lancé Virtual Hall, une application de réalité virtuelle conçue pour les concerts symphoniques et appartenant à l’Orchestre de la Suisse Romande. Cette plateforme permet aux utilisateurs de visionner des concerts depuis différents points de vue sur scène grâce à une vidéo immersive à 360 degrés. Orunesu est reconnu comme l’architecte et l’inventeur de cette technologie, qui intègre un système multi-caméras et un traitement audiovisuel synchronisé. Virtual Hall a été présenté pour la première fois à Artgenève 2025.

### Vie personnelle
Pierluigi Orunesu est lié à l’actrice Audrey Hepburn et a passé une grande partie de sa jeunesse à La Paisible, la résidence d’Hepburn. Son parrain est Sean Ferrer Hepburn, le fils d’Audrey Hepburn et de Mel Ferrer,,,,.
En outre, Orunesu est apparu dans le documentaire intitulé “Audrey Hepburn : Pain and Glory” en 2020,,.
Depuis 2008, il est un membre actif du Lions Club International, et il a présidé le Lions Club Jura-Léman de 2015 à 2016,.